# Bactra transvola
Bactra transvola is een vlinder uit de familie bladrollers (Tortricidae). De wetenschappelijke naam is voor het eerst geldig gepubliceerd in 1924 door Meyrick.
De soort komt voor in tropisch Afrika.